# Buczek (powiat brzeziński)
Buczek – wieś w Polsce położona w województwie łódzkim, w powiecie brzezińskim, w gminie Brzeziny.
W miejscowości znajduje się dwór, będący przez pewien okres siedzibą szkoły. Obecnie jest on własnością prywatną. 
W miejscowości mieszkają wierni Kościoła Starokatolickiego Mariawitów należący do parafii Podwyższenia Krzyża Świętego w Grzmiącej.  
W latach 1975–1998 miejscowość należała administracyjnie do województwa skierniewickiego.